# 이 (대홍려)
이(利, ? ~ ?)는 전한 중기의 관료이다. '이'는 이름자로, 성씨는 알 수 없다.

## 행적
후원 2년(기원전 87년), 제북왕 유관이 아버지 제북식왕의 왕후 광(光)·첩 효아(孝兒)와 간통하고 황제를 저주하였으니 주살해야 한다는 상주가 올라왔다. 소제는 대홍려 이를 보내 유관을 소환하였고, 유관은 목을 찔러 스스로 목숨을 끊었다. 제북나라는 북안현(北安縣)이 되어 태산군에 흡수되었다.
이의 대홍려 재임 시기인 후원 2년은 전광명의 대홍려 재임 시기와 겹치는데, 정황은 알 수 없다. 왕선겸은 이가 곧 전광명으로, 본래 '廣明'으로 기록되었어야 할 것이 廣이 빠진 데다가, 明이 전사 과정에서 利로 잘못 기록된 것이라고 주장하였다.

## 출전
- 반고, 《한서》 권7 소제기(昭帝紀) · 권44 회남형산제북왕전(淮南衡山濟北王傳)

| 전임 전광명? | 전한의 대홍려 (기원전 87년 가을 당시) | 후임 전광명? |